# Сельское поселение Знаменское
Сельское поселение Знаменское — бывшее (до 2015) муниципальное образование со статусом сельского поселения в упразднённом Каширском муниципальном районе Московской области России.

## Общие сведения
Образовано в ходе муниципальной реформы, в соответствии с Законом Московской области от 28.02.2005 года № 71/2005-ОЗ «О статусе и границах Каширского муниципального района и вновь образованных в его составе муниципальных образований».
Административный центр — посёлок Новосёлки.
Администрация сельского поселения располагалась по адресу: 142941, Московская область, Каширский район, п. Новоселки, ул. Центральная, д. 12.
Упразднено 11 октября 2015 в связи с преобразованием Каширского муниципального района в городской округ.

## География
Располагалось в северной части Каширского района. Граничило с сельским поселением Домнинским, городскими поселениями Кашира и Ожерелье, городским поселением Ступино Ступинского района, а также городским поселением Озёры и сельским поселением Клишинским Озёрского района. Площадь территории сельского поселения составляла 8884 га.

## Население
| 2006  | 2007  | 2008  | 2009  | 2010  | 2011  |
| ----- | ----- | ----- | ----- | ----- | ----- |
| 2975  | ↘2883 | ↘2876 | ↘2868 | ↗2926 | ↗2936 |
| 2012  | 2013  | 2014  | 2015  |       |       |
| →2936 | ↘2904 | ↘2883 | ↗2908 |       |       |

## Состав сельского поселения
В состав сельского поселения входили 12 населённых пунктов упразднённой административно-территориальной единицы — Знаменского сельского округа:
- посёлки Большое Руново, Новосёлки;
- деревни Андреевское, Баскачи, Богатищево-Епишино, Большое Кропотово, Воскресенское, Знаменское, Кореньково, Лазаревка, Смирновка, Хворостянка.